# Bataille d'Adré
Guerre civile tchadienne
Batailles
- Adré
- Borota
- 1re N'Djaména
- Abou Goulem
- Massakory
- Massaguet
- 2de N'Djaména
- Am Zoer
- Am Dam
- Tamassi

La bataille d'Adré est une bataille opposant les forces rebelles du RDL et du SCUD à l'armée nationale tchadienne le 18 décembre 2005 dans la ville d'Adré.

## Contexte
En 2005, Déby modifia la constitution pour pouvoir se présenter à un troisième mandat présidentiel, ce qui provoqua des désertions en masse au sein de l'armée. Déby fut contraint de dissoudre sa garde présidentielle et de former de nouvelles forces d'élite. Son pouvoir faiblit et plusieurs groupes armés d'opposition se formèrent. Le Rassemblement des forces démocratiques vit le jour en août 2005 et le Socle pour le changement, l'unité et la démocratie deux mois plus tard. Quelque temps plus tard, ils rejoignirent six autres groupes pour former le Front uni pour le changement démocratique.

## Déroulement
Le 18 décembre 2005, des membres du Rassemblement pour la démocratie et la liberté et du SCUD attaquent la ville d'Adré, près de la frontière soudanaise. Il s'agit de la troisième attaque dans la région en quelques jours.
Le lendemain, le leader du SCUD annonce détenir le contrôle de la ville. Les combats provoquent la mort de 100 à 300 rebelles, trois à cinq soldats et trois civils. Un hélicoptère de l'armée régulière fut détruit et un autre gravement endommagé. 
Le ministre tchadien de la communication accuse le gouvernement soudanais, tandis que le porte-parole du ministère soudanais des affaires étrangères nia tout soutien aux rebelles. Le Tchad se déclare en guerre, et fut accusé en retour par le Soudan de violer son espace aérien.